# Trebež (gmina Ivančna Gorica)
Trebež – wieś w Słowenii, w gminie Ivančna Gorica. W 2018 roku liczyła 10 mieszkańców.